# Эсканкраб
Эсканкра́б (фр. Escanecrabe, окс. Escanacraba) — коммуна во Франции, находится в регионе Юг — Пиренеи. Департамент — Верхняя Гаронна. Входит в состав кантона Булонь-сюр-Жес. Округ коммуны — Сен-Годенс.
Код INSEE коммуны — 31170.

## География
Коммуна расположена приблизительно в 640 км к югу от Парижа, в 70 км к юго-западу от Тулузы.
На северо-западе коммуны протекает река Сав.

## Климат
Климат умеренно-океанический. Зима мягкая и снежная, весна характеризуется сильными дождями и грозами, лето сухое и жаркое, осень солнечная. Преобладают сильные юго-восточные и северо-западные ветры.

## Население
Население коммуны на 2010 год составляло 232 человека.
| 1962 | 1968 | 1975 | 1982 | 1990 | 1999 | 2010 |
| ---- | ---- | ---- | ---- | ---- | ---- | ---- |
| 304  | 278  | 226  | 211  | 225  | 240  | 232  |

## Администрация
| Период | Период | Фамилия         | Партия | Примечания |
| ------ | ------ | --------------- | ------ | ---------- |
| 1968   | 1989   | Альбер Беллок   |        |            |
| 1989   | 2001   | Амеде Венсан    |        |            |
| 2001   | 2014   | Эмиль Гар       |        |            |
| 2014   | 2020   | Жан-Клод Арсеге |        |            |

## Экономика
В 2010 году среди 131 человека трудоспособного возраста (15—64 лет) 85 были экономически активными, 46 — неактивными (показатель активности — 64,9 %, в 1999 году было 62,3 %). Из 85 активных жителей работали 77 человек (41 мужчина и 36 женщин), безработных было 8 (4 мужчины и 4 женщины). Среди 46 неактивных 9 человек были учениками или студентами, 22 — пенсионерами, 15 были неактивными по другим причинам.